# Андреев, Александр Николаевич (хоккеист)
Александр Николаевич Андреев (27 июля 1953 — 1989) — советский хоккеист, нападающий. Мастер спорта СССР.

## Биография
Начинал играть в команде ленинградского Охтинского химического комбината. Всю карьеру провёл в составе СКА Ленинград (1969/70 — 1980/81). Проведя в сезоне 1970/71 всего 9 матчей, бронзовую медаль не получил.
Чемпион Европы среди юниоров 1971, серебряный призёр юниорского чемпионата Европы 1972.
Болел лейкемией. Скончался в 1989 году. Похоронен на Большеохтинском кладбище.